# Schimperella bello-intricata
Schimperella bello-intricata là một loài Rêu trong họ Brachytheciaceae. Loài này được (Broth.) W.R. Buck miêu tả khoa học đầu tiên năm 1993.